# Pseudorchomene debroyeri
Pseudorchomene debroyeri is een vlokreeftensoort uit de familie van de Lysianassidae. De wetenschappelijke naam van de soort is voor het eerst geldig gepubliceerd in 2012 door Udekem d'Acoz & Havermans.